# Filip Hrgović
Filip Hrgović (4 de junho de 1992) é um pugilista croata, medalhista olímpico. 

## Carreira
Filip Hrgović competiu na Rio 2016, na qual conquistou a medalha de bronze no peso superpesado.